# Microarthridion corbisierae
Microarthridion corbisierae is een eenoogkreeftjessoort uit de familie van de Tachidiidae. De wetenschappelijke naam van de soort is voor het eerst geldig gepubliceerd in 2007 door Kihara & Rocha.